# Руда (Миколаївська селищна громада, Сумський район)
Руда́ — село в Україні, у Миколаївській селищній громаді Сумського району Сумської області. Населення становить 0 осіб (житлові та нежитлові будинки відсутні). До 2016 орган місцевого самоврядування - Бобрицька сільська рада.

## Географія
Село Руда розташоване на відстані 1.5 км від лівого берега річки Бобрик. На відстані до 1.5 км розташовані села Бобрик, Піщане та Грицаїв (село ліквідоване у 2001 р.)
Поруч пролягає автомобільний шлях Т 2504.

## Назва
На території України 16 населених пункти із назвою Руда.

## Історія
- Село постраждало внаслідок геноциду українського народу, проведеного урядом СССР 1923–1933 та 1946–1947 роках.
- 12 червня 2020 року, відповідно до розпорядження Кабінету Міністрів України № 723-р «Про визначення адміністративних центрів та затвердження територій територіальних громад Сумської області», село увійшло до складу Миколаївської селищної громади[1].
- 19 липня 2020 року, в результаті адміністративно-територіальної реформи та ліквідації Білопільського району, село увійшло до складу новоутвореного Сумського району[2].

## Населення

### Мова
Розподіл населення за рідною мовою за даними :
| Мова       | Кількість | Відсоток |
| ---------- | --------- | -------- |
| українська | 89        | 97.8%    |
| російська  | 2         | 2.2%     |
| Усього     | 91        | 100%     |